# Ulrich Sledz
Ulrich Sledz (* 12. August 1950) ist ein deutscher Basketball-Funktionär und ehemaliger -nationalspieler. Der 2,13 Meter große Innenspieler bestritt 18 A-Länderspiele für die Bundesrepublik Deutschland. 

## Laufbahn
Sledz spielte Basketball in Gelsenkirchen-Buer, Aschaffenburg und Nördlingen, ehe ihm als Spieler des Bundesligisten MTV Wolfenbüttel 1975 der Sprung in die deutsche A-Nationalmannschaft gelang. 1976 wurde Sledz mit Wolfenbüttel deutscher Vizemeister und Vize-Pokalsieger. Bis April 1977 sollte er insgesamt 18 Länderspiele bestreiten.
Nach einem Abstecher zum DTV Charlottenburg ging er in die Vereinigten Staaten, wo er in der Saison 1977/78 sechs Partien für die Mannschaft der University of Washington bestritt und in den Jahren 1979 und 1980 zur Mannschaft der Eastern Washington University gehörte. 1980 kehrte Sledz nach Deutschland zurück und schloss sich dem TV Langen an, mit dem er 1981 in die Bundesliga aufstieg. Er wurde in der Stadt Langen auch beruflich tätig. Später spielte er noch in Darmstadt. Er musste seine Spielerlaufbahn nach sieben Knieoperationen beenden. Als Trainer war er im Langener Jugendbereich tätig.
1985 begann seine Karriere als Basketball-Schiedsrichter, er leitete bis zum Jahr 2000 Partien bis zur Regionalliga. Von 1992 bis 1994 hatte er beim TV Langen den Posten des Schiedsrichterwartes inne. Ab 1999 wurde Sledz als Technischer Kommissar bei Bundesliga-Spielen eingesetzt, ab dem Jahr 2000 war er zudem Schiedsrichter-Coach und betreute in diesem Amt ab 2003 EuroLeague- und ab 2006 Bundesliga-Unparteiische. 2009 wurde Sledz vom Deutschen Basketball Bund zum FIBA-Schiedsrichter-Beauftragten ernannt und kümmerte sich in dieser Funktion um die internationalen Belange deutscher Schiedsrichter. Zudem führte er für den europäischen Basketballverband Schulungsveranstaltungen für Schiedsrichter durch.